# Hunsenberg (Tauberbischofsheim)
Der Hunsenberg, früher teilweise auch Hunzenberg, ist ein 289 m ü. NHN hoher Berg über dem linken Talhang des Taubertales bei Tauberbischofsheim im Main-Tauber-Kreis in Baden-Württemberg. Obwohl der Hunsenberg relativ nah an ein Industriegebiet der Kernstadt Tauberbischofsheim heranreicht, liegt er überwiegend in der Gemarkung des Stadtteils Hochhausen und ein geringer Teil in der Gemarkung des Stadtteils Impfingen.

## Geschichte
In der Topographischen Karte über das Großherzogtum Baden auf „Blatt 5 Bischofsheim“ (heutiger Ortsname Tauberbischofsheim) war der Berg ohne Name verzeichnet.
Auf einem Gemarkungsübersichtsplan von Impfingen aus dem Jahre 1901 wurde der Fuß des Berges als Hunzenberg erwähnt. Auf einem Gemarkungsübersichtsplan von Hochhausen aus dem Jahre 1914 wurde der Berg wiederum als Hunsenberg mit den Gewannen Vorderer Hunsenberg, Hunsenbergsteig und Oberer Hunsenbergsteig verzeichnet.
Eine weitere Erwähnung als Hunzenberg folgte auf dem Messtischblatt Nr. 6323 Tauberbischofsheim von 1928.

## Naturschutzgebiet Hunsenberg

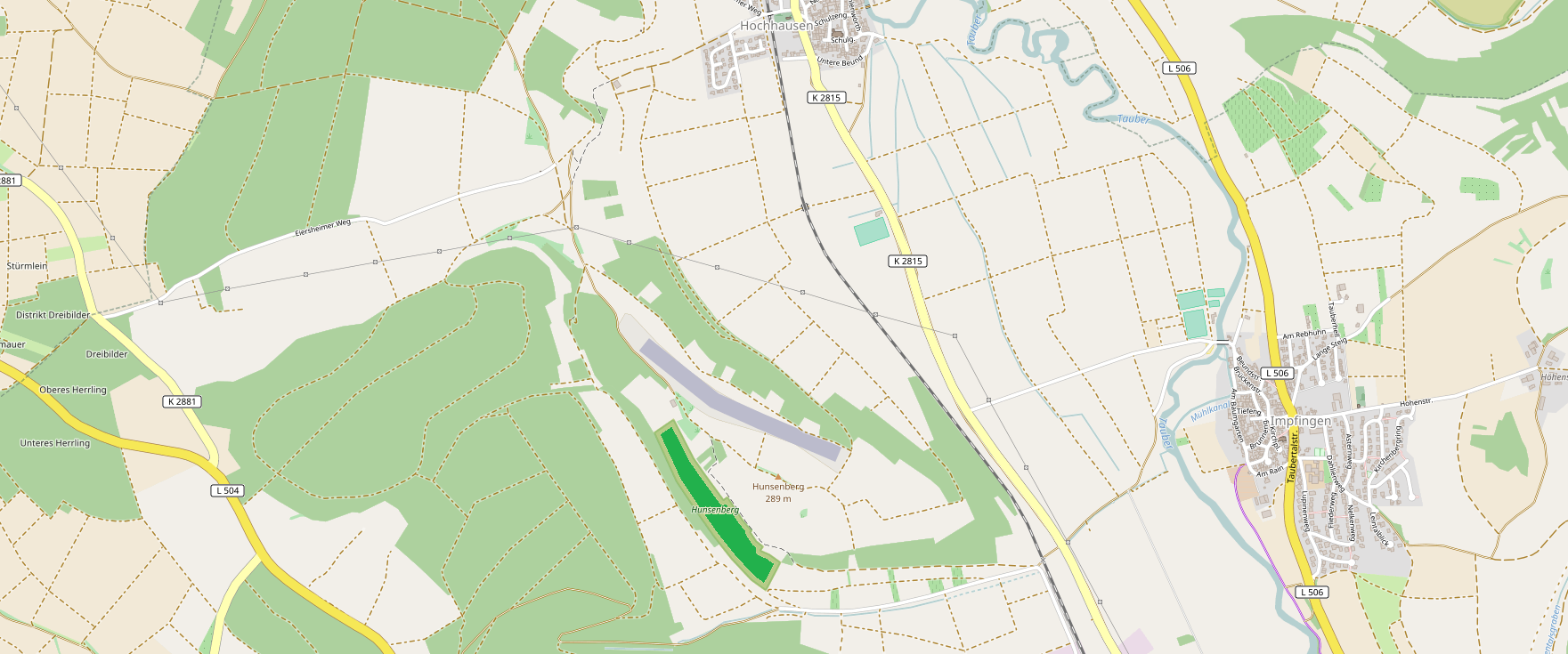
Das NSG Hunsenberg sowie ein Segelfluggelände auf dem Hunsenberg

Am 30. Mai 1975 wurde mit einer Verordnung des Regierungspräsidiums Stuttgart das Naturschutzgebiet Hunsenberg in einem Teilbereich des Berges ausgewiesen.
Mit der Unterschutzstellung sollen Eigenart und landschaftliche Schönheit des steilen Südwesthanges des Hunsenberges mit seinen bemerkenswerten Trockenrasen – hier insbesondere das reiche Vorkommen des seltenen Federgrases – und dem charakteristischen Trockengebüsch erhalten werden. Dieser unbewirtschaftete Hang ist ein wichtiger Lebensraum für wärmeliebende, zum Teil seltene Pflanzen- und Tierarten (Regierungspräsidium Stuttgart).

## Segelfluggelände Tauberbischofsheim
Das Segelfluggelände Tauberbischofsheim liegt seit dem Anfang der 1970er Jahre mit einer Flugzeughalle, einer Start- und zwei Landebahnen auf dem Plateau des Hunsenbergs.

## Weinbau
Am Südhang des Hunsenbergs befindet sich die Einzellage „Impfinger Silberquell“. Bei der Namensfindung der Einzellage bediente man sich bei einer etwa 700 Meter westlich gelegenen Quelle im Tannenwald, Walddistrikt I, dem sogenannten „Silberbrünnle“ (siehe Liste der Naturdenkmale in Tauberbischofsheim).

## Kulturdenkmale am Hunsenberg
Sowohl südlich des Hunsenbergs, an dessen Fuß im Leintal an der sogenannten Panzerstraße, als auch nordwestlich des Hunsenbergs, beim Gewann Zollstock am Eiersheimer Weg, befinden sich jeweils Darstellungen des Blutwunders vom Walldürn: Im Leintal in Form eines Bildstocks und im Gewann Zollstock in Form der Heilig-Blut-Kapelle. Diese und weitere Bildstöcke am Fuße des Berges stehen als Kulturdenkmale der Stadt Tauberbischofsheim unter Denkmalschutz.

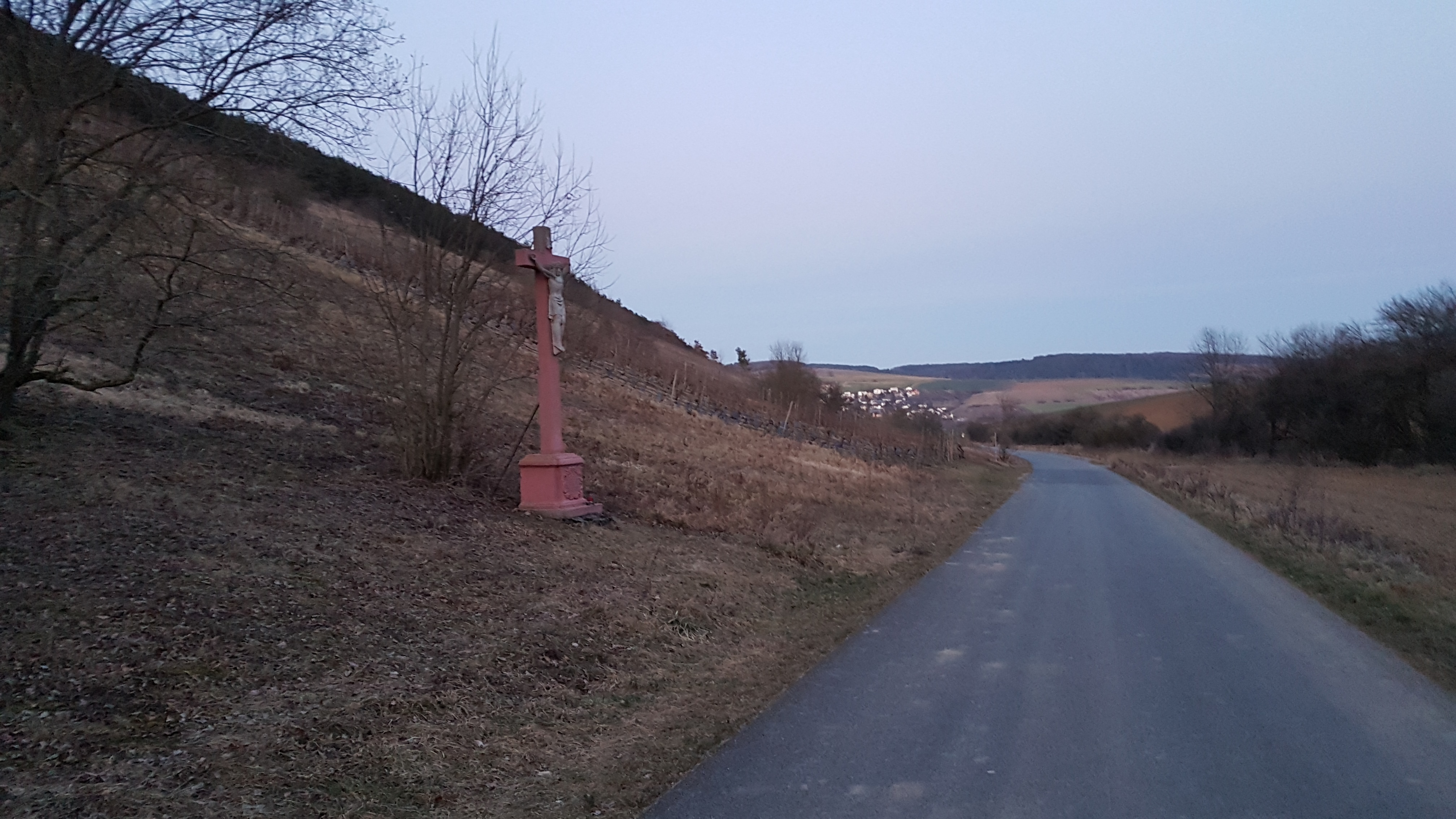
Ein Wegkreuz am südlichen Fuß des Hunsenberges im Leintal
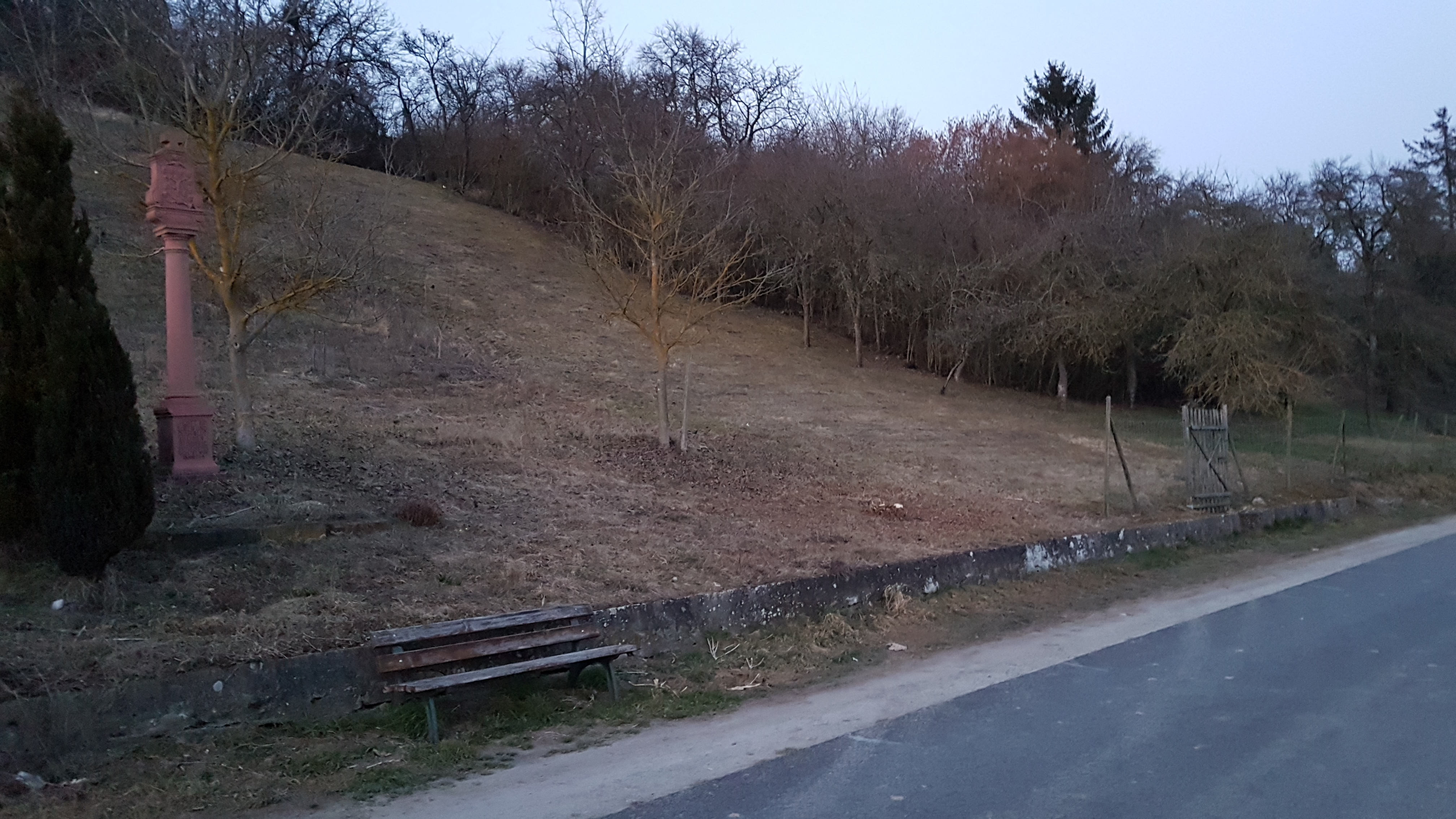
Ein Bildstock mit Blutwunderdarstellung am südlichen Fuß des Hunsenberges im Leintal
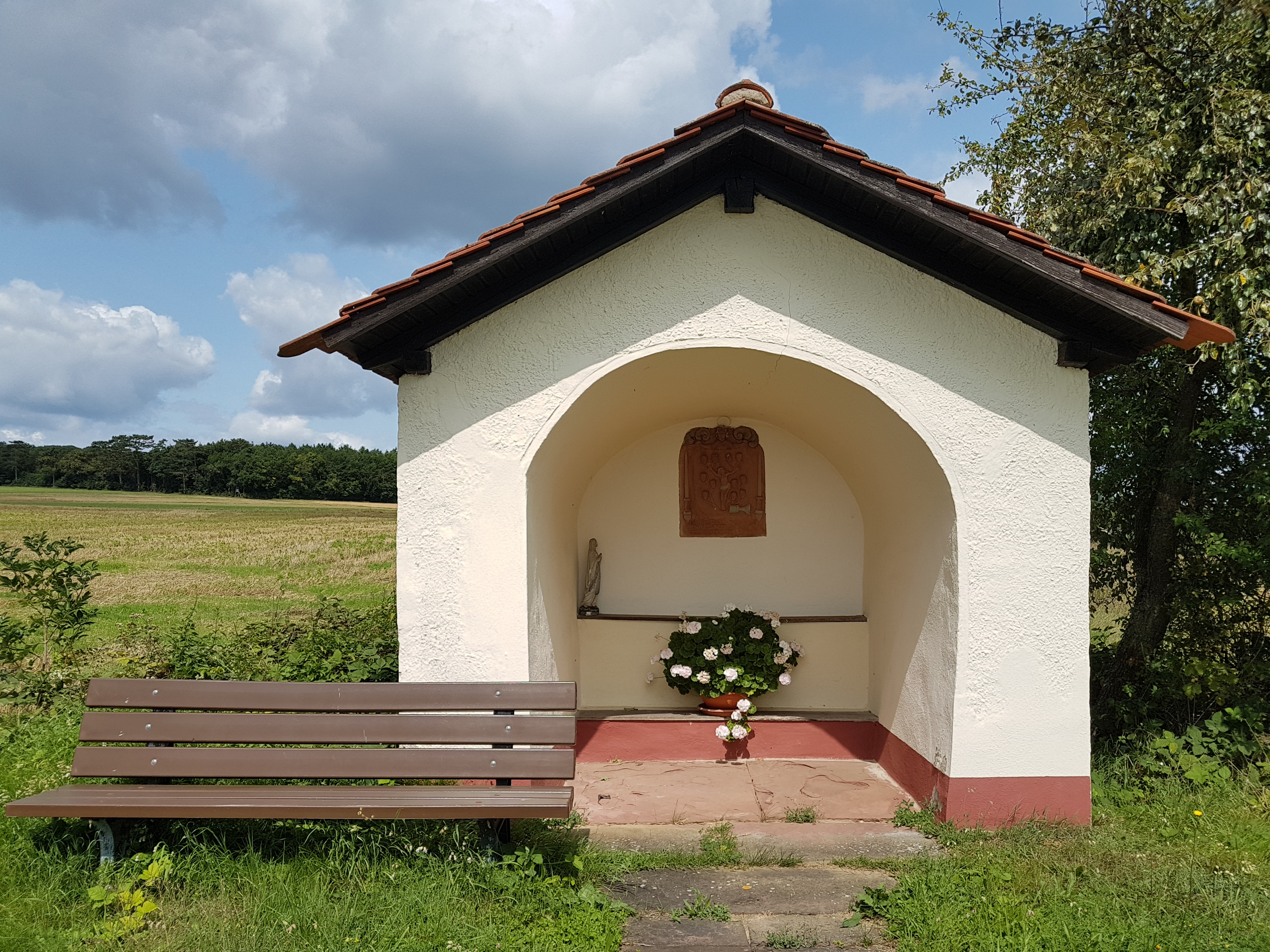
Heilig-Blut-Kapelle nordwestlich des Hunsenbergs am Eiersheimer Weg